# 余鹏翀
余鹏翀（1757年—1783年），字少云，号扶斋、又号月村。清朝安徽怀宁县人。
乾隆二十二年（1757年）出生。十七歲為诸生，乡试連二試不中，為了生計，乃游幕四方，乾隆四十二年秋入北京，曾纂《四庫全書》。工诗善画。乾隆四十八年（1783年）卒。著有《余扶斋诗》。